# Passagem Franca do Piauí
Passagem Franca do Piauí é um município brasileiro do estado do Piauí. Localiza-se na microrregião do Médio Parnaíba Piauiense, mesorregião do Centro-Norte Piauiense. O município tem cerca de 4 132 habitantes e 1 019 km². Foi emancipada em 1992.

## História
No ano de 1912, um cearense com nome de Vicente Cutruco fugiu de Serra Grande no estado do Ceará, após uma briga entre duas famílias, onde refugiou-se em um local à beira do Rio Berlenga que, após resolver seus problemas familiares no estado do Ceará, construiu uma fazenda de gado próximo a um olho d’água permanente, dando nome inicial de Cabeça Torta, mas devido à grande quantidade de Coco Babacú, foi denominado Cocos.
Na vizinhança, Vicente Cutruco juntamente com um senhor de nome Felipinho e Pedro Bento, fundaram a localidade Cocos.
Após Vicente Cutruco vender suas propriedades para Capitão Nego no ano de 1928, chega a localidade já no ano de 1932 a família Martins, onde se torna a primeira família da localidade, no qual, Capitão Negodividiu a localidade em duas partes, uma conhecida como Cocos e outra como Passagem Franca dos Martins, dividida na época pela Estrada de Rodagem, hoje a BR 316.
Após Capitão Neco colonizar a localidade, Coronel Moraes entra em uma questão de posse pelas terras, no qual durante vinte anos, houve várias mortes de ambos os lados, onde Capitão Neco vence a briga e após muda o nome das terras para o nome de Francisco José, indo embora para a localidade São João, município de Água Branca.
Francisco José vendeu toas as terras na época para Joaquim Gomes Calado que em 1963, arrendou por 20 anos as terras para Francisco melo que reativou uma Mineradora de Cal existente na propriedade, dando serviço a várias famílias que passaram a colonizar mais a região. Após ver o crescimento e desenvolvimento, Francisco Melo fez uma proposta a Joaquim Calado por uma gleba de terra no ano de 1965, hoje ao lado da localidade Alecrim.
No ano de 1966, Francisco Melo inicia um desmatamento na região e começa a fazer doações de terras, com objetivo de colonizar o local, doando na época até para construções de obras públicas, como um Mercado, Escola, Igreja e Clube, no qual hoje encontra-se a Escola Estadual Costa e Silva, antigo Posto de Saúde ao lado da escola, posto telefônico, onde hoje funciona a Prefeitura, entre outros, além de conseguir junto ao Prefeito Municipal de Barro Duro na época Joel Rodrigues e Governo do Estado na época o Governador Dirceu Mendes Arcoverde, onde hoje a inauguração com uma grande festa.
Com a mineração de Cal na região, Francisco Melo, forneceu cal para construção do Hospital de Barro Duro, além de diversas outras obras, sendo uma das pessoas em destaque no início da cidade.
Foi elevado à categoria de município e distrito com a denominação de Passagem Franca do Piauí, pelo artigo 35, inciso II, do ato das disposições constitucionais transitórias, da Constituição Estadual de 05-10-1989, com topônimo, área territorial e limites estabelecidos pela Lei Estadual nº 4477, de 29-04-1992, desmembrado de Barro Duro, Beneditinos e Elesbão Veloso. Instalado em 01-01-1993. Em divisão territorial datada de 1999, o município é constituído do distrito sede.
Assim permanecendo em divisão territorial datada de 2007, limitando-se ao norte com as cidades de Monsenhor Gil e Beneditinos; ao sul com Jardim do Mulato, Regeneração, Elesbão Veloso; a leste com São Miguel da Baixa Grande e Prata do Piauí; a oeste, Barro Duro, Olho D’Água do Piauí e Hugo Napoleão.

### Emancipação política
Francisco das Chagas Melo ou apenas Chico Melo como é conhecido pela população passagem-franquese sempre sonhou em transformar o povoado em cidade por isso no dia 19 de Abril de 1992 ocorreu um plebiscito que era a  disputa dos nomes para a cidade, nomes que eram Petrônio Portela e Passagem Franca. A maioria da população escolheu e por meio da lei a comunidade passou a se chamar Passagem Franca do Piauí. Em 29 de Abril de 1992 o povoado foi emancipado.

## Geografia
O município limita-se a:
- Norte - Monsenhor Gil e Beneditinos;
- Sul - Jardim do Mulato, Elesbão Veloso e Hugo Napoleão;
- Leste - São Miguel da Baixa Grande e Prata do Piauí;
- Oeste - Barro Duro e Olho D'água.

A população estimada de 4.135 habitantes (IBGE 2022). A principal via de acesso é a BR-316, existindo outras vias secundárias que liga a cidade a zona rural, que compõe de 27 povoados.

### Vegetação
A vegetação é tipicamente composta por campo cerrado, vegetação rasteira e a caatinga.

### Recursos hídricos
Rio Berlenga, Riacho do Brejo, Riacho do Covão (conhecido como Banho do Furtuoso), Riacho do Gado, Riacho do Mocambo, Riacho Dantas, Riacho Fundo e o Rio Poti.

### Clima
clima da cidade é úmido e seco com duração de seca de 6 meses.

### Fauna
Possui onças, veados, cutias, pacas, quatitu, tatu, china, peba, tamanduá entre outros.

### Meio ambiente
Apresenta 8,9% de domicílios com esgotamento sanitário adequado, 95,3% de domicílios urbanos em vias públicas com arborização e 0% de domicílios urbanos em vias públicas com urbanização adequada (presença de bueiro, calçada, pavimentação e meio-fio). Quando comparado com os outros municípios do estado, fica na posição 115 de 224, 22 de 224 e 84 de 224, respectivamente. Já quando comparado a outras cidades do Brasil, sua posição é 4462 de 5570, 861 de 5570 e 4835 de 5570, respectivamente.

## Política
Passagem Franca com os seus 32 anos(1992/2024) já possuiu 6 prefeitos que foram:
- Duzinho (1993 a 1996)
- Nunes  (1997 a 2000)
- Duzinho (2001 a 2004) Neste mandato o prefeito Duzinho foi afastado do cargo e o seu vice Chico Tuica assumiu o cargo por 7 meses.
- Duzinho (2005 a 2008)
- Monique (2009 a 2012)
- Raislan (2013 a 2016) e (2017 a 2020)
- Saulo Trajano (2021 a 2024) (reeleito 2025 a 2028)

## Economia
Em 2021, o PIB per capita era de R$ 11.257,84. Na comparação com outros municípios do estado, ficava nas posições 80 de 224 entre os municípios do estado e na 4528 de 5570 entre todos os municípios. Já o percentual de receitas externas em 2023 era de 93,77%, o que o colocava na posição 102 de 224 entre os municípios do estado e na 858 de 5570. Em 2023, o total de receitas realizadas foi de R$ 35.479.070,94 (x1000) e o total de despesas empenhadas foi de R$ 35.350.863,74 (x1000). Isso deixa o município nas posições 116 e 104 de 224 entre os municípios do estado e na 4411 e 4116 de 5570 entre todos os municípios.
A base da economia concentra-se na agropecuária e nos comércios locais.

## Infraestrutura

### Saúde
A taxa de mortalidade infantil média na cidade é de 25 para 1.000 nascidos vivos. As internações devido a diarreias são de (não há dados) para cada 1.000 habitantes. Comparado com todos os municípios do estado, fica nas posições 51 de 224 e (não há dados) de 224, respectivamente. Quando comparado a cidades do Brasil todo, essas posições são de 714 de 5570 e (não há dados) de 5570, respectivamente.

### Educação
Em 2010, a taxa de escolarização de 6 a 14 anos de idade era de 98,9%. Na comparação com outros municípios do estado, ficava na posição 26 de 224. Já na comparação com municípios de todo o país, ficava na posição 718 de 5570. Em relação ao IDEB, no ano de 2023, o IDEB para os anos iniciais do ensino fundamental na rede pública era 4,6 e para os anos finais, de 3,9. Na comparação com outros municípios do estado, ficava nas posições 180 e 187 de 224. Já na comparação com municípios de todo o país, ficava nas posições 4790 e 4620 de 5570.